# Fruela Jiménez
D. Fruela Jiménez (? - ?), também designado como Froila Jiménez, foi um nobre medieval do Reino de Leão. Foi filho de D. Jiméno Aznàrez (? - ?), neto de D. Aznar Fruela (? - ?) e bisneto de D. Fruela II (c. 877 - c. 925), rei das Astúrias (c. 910 - c. 924) e de Leão e Galicia (c. 924 - c. 925). Como tal, D. Fruela Jiménez faz parte da linhagem asturiano-leonesa dos soberanos de Leão.

## Biografia
As crônicas pouco nos contam sobre D. Fruela Jiménez. Sabemos que foi conde e que teve por filho a D. Pelayo Froílaz, o diácono, disso não ha duvida. Mas, por exemplo, os nomes de seus pais não foram registrados nas crônicas. Alguns afirmam que D. Fruela Jiménez era filho do conde Jimeno Díaz - filho de Diego Fernández - e de sua esposa, Adosinda Gutiérrez. No entanto, se isso fosse correto, significaria que D. Sampiro, Bispo de Astorga, cometeu um erro ao escrever sua “Crónica de Sampiro”, pois nela coloca D. Pelayo Froílaz, filho de D. Fruela Jiménez, como trineto do rei D. Fruela II das Astúrias, Leão e Galiza e portanto como descendente dos monarcas da linhagem asturiano-leonesa. 
Não há razão para duvidar a “Crónica de Sampiro”. D. Sampiro (c. 956 - 1041) era cronista na corte real, notário do rei Bermudo II (984–999) e praticamente contemporâneo de Pelayo Froílaz, o que torna muito improvável que ele, como  mordomo-mor do rei, e posteriormente Bispo de Astorga, não soubesse a que família nobre D. Pelayo Froílaz pertencia e assim confundisse duas árvores genealógicas. Mas além disso, a descendência é confirmada por muitos mais cronistas, como D. Pelayo, Bispo de Oviedo e D. Lucas de Tuy, Bispo de Tuy, mas também escritores/historiadores como Dom Luis de Salazar y Castro, e outros, a confirmam. Segundo de Salazar y Castro, os netos de Froila Jiménez, Pelayo Peláez, seus irmãos e irmãs, assim como seus pais, eram conhecidos em Castela como Infantes de Carrión. 

## Relações familiares
D. Fruela Jiménez foi filho de D. Jiméno Aznàrez (? - ?) neto de D. Aznar Fruela (? - ?) e bisneto de D. Fruela II (c. 877 -925), rei das Astúrias (910 - 924) e de Leão (924 - 925).
Não se sabe o nome da esposa ou esposas de D. Fruela, mas sabemos que ele teve tres filhos:
1. D. Pelayo Froílaz (c. 990 - c. 1050?), o diácono, conde de Carrión e alférez real de Alfonso V de Leão
2. D. Pedro Froílaz (? - c. 1033)
3. D. Jiméno Froílaz (? - c. 1022)